# رون سبرنغيت
رون سبرنغيت (بالإنجليزية: Ron Springett)‏ (مواليد 22 يوليو 1935) هو لاعب كرة قدم. يلعب مع منتخب إنجلترا لكرة القدم. سبق له أن لعب في كأس العالم لكرة القدم مع منتخب بلاده.

## مسيرته الكروية
لعب رون سبرنغيت خلال مسيرته الاحترافية مع ناديين في خمسة عشر موسمًا ولم يسجل خلالها أي هدف ضمن 478 مباراة. ولم يفز بأي موسم بالكأس أو بالدوري.
خاض رون سبرنغيت مسيرته مع نادي كوينز بارك رينجرز في موسم 1955–56 في المرة الأولى واستمر معه طيلة ثلاثة مواسم ثم في موسم 1967–68 ولمدة موسمين، مشاركًا طوالها في 133 مباراة ولم يسجل أي هدف. ثم انتقل إلى نادي شيفيلد وينزداي في موسم 1957–58 ليلعب معه عشرة مواسم، حيث شارك في 345 مباراة ولم يسجل أي هدف أيضًا.

## روابط خارجية
- رون سبرنغيت على موقع الاتحاد الدولي (مؤرشف)  (الإنجليزية)
- رون سبرنغيت على موقع قاعدة بيانات كرة القدم.إي يو (الإنجليزية)
- رون سبرنغيت على موقع ناشيونال فوتبول تيمز (الإنجليزية)
- رون سبرنغيت على موقع عالم كرة القدم.نت (الإنجليزية)